# Enrico Quajat
Enrico Quajàt (Venezia, 22 luglio 1848 – Padova, 27 maggio 1914) è stato un entomologo italiano.
Come ricercatore è stato  particolarmente interessato allo studio dei bachi da seta, settore di una certa rilevanza anche economica in Italia nell'industria della sericoltura, verso la fine del XIX secolo. 

## Biografia
Figlio di Giambattista Quajàt e di Caterina Tulli, Enrico Quajàt è nato a Venezia nel 1848 e nel 1873 ha ottenuto la laurea in filosofia presso l'Università di Padova. 
Tuttavia i suoi maggiori interessi erano concentrati in ambito scientifico, ma le ristrettezze economiche della sua famiglia gli impedirono di proseguire ulteriori studi in questo ambito.
Nonostante ciò, nello stesso anno riuscì ad entrare in servizio come vicedirettore  affiancando il direttore Enrico Verson presso la stazione bacologica di Padova che all'epoca era un importante centro sperimentale nelle attività di ricerca legate alla sericoltura.
In questa mansione ha approfondito ricerche specifiche sulla fisiologia riproduttiva del baco da seta nello stadio da uovo a larva e i conseguenti incroci tra le varie razze e sul riconoscimento del sesso nei loro embrioni senza trascurare lo studio della pianta del gelso della cui sola foglia il baco si nutre.
Stimolato dal direttore Verson, Enrico Quajàt riuscì a riprendere gli studi in ambito scientifico ottenendo una seconda laurea in chimica, una branca indispensabile per lo sviluppo della zootecnia e  l'agronomia.
Dopo aver intrattenuto relazioni tecnico-scientifiche con alcuni esperti giapponesi all'avanguardia in questo settore, nel 1878 pubblicò il Compendio di Bacologia.
Nel 1896 seguì la pubblicazione del volume Il filugello e l'arte sericola.
Accresciuto così il suo prestigio personale e quello della stazione bacologica di Padova, qui si tennero frequenti incontri con i più rinomati esperti di sericoltura tra i quali lo scienziato britannico Thomas Wardle e l'esperto bengalese Nitya Gopal Mukherji con l'intento di migliorare i metodi di allevamento dei bachi da seta autoctoni in India, allora possedimento britannico.
Inoltre Enrico Quajàt era in contatto con molti altri entomologi non necessariamente interessati solo allo studio dei bachi da seta, ma anche ad altri tipi di insetti.
Per l'attività di ibridazione con altre razze, spesso Quajàt richiedeva l'aiuto di altri italiani che lavoravano in Cina per ottenere campioni di bozzoli o uova, tuttavia con qualche difficoltà per il disinteresse del personale diplomatico dell'ambasciata italiana, inviando in seguito in missione esplorativa in Cina alcuni suoi mandatari.
Dopo un ampio studio sulla classificazione di molteplici varietà di bachi originari da tutte le aree subtropicali dell'Asia, nel 1904 Enrico Quajàt pubblicò il libro Dei bozzoli più pregevoli che preparano i lepidotteri setiferi, ampiamente corredato da illustrazioni, tuttora molto consultato.
Incaricato da autorità ministeriali a studiare e programmare l'espansione della sericoltura anche nelle regioni meridionali italiane, tra il 1905 e il 1909 viaggiò a lungo in Puglia, Molise, Calabria e Sicilia.
All'inizio del 1914, a Quajàt venne richiesto di dirigere e rilanciare la stazione di gelsicoltura e bachicoltura di Ascoli Piceno, rimasta vacante.
Tuttavia la sua improvvisa e inaspettata morte il 27 maggio 1914, durante un suo rientro a Padova, mise fine a questa iniziativa.
Quasi tutti i documenti di archivio sugli studi entomologici di Enrico Quajàt sono ora conservati al Museo degli insetti Esapolis di Padova.